# Relaciones Afganistán-Alemania
Las relaciones Afganistán-Alemania hacen referencia  a los lazos diplomáticos entre ambas naciones. En 2016 se celebraron 100 años de «amistad», y el presidente afgano lo llamó una «relación histórica».

## Historia

### Antecedentes
El Tratado de Gandomak (26 o 30 de mayo de 1879) y el Tratado de Durand Line derogaron un acuerdo previo de 1893 relativo a los 2640 kilómetros de frontera porosa entre la India (ahora entre Pakistán) y Afganistán. Como resultado de este tratado, Gran Bretaña obtuvo el control total de la política exterior del rey de Afganistán. Alemania, como rival de Gran Bretaña, sólo fue capaz a través de misiones secretas y expediciones para reducir la influencia británica en Afganistán.
El ingeniero Gebhard Fleischer, apodado El James Bond alemán en Kabul, fue un ingeniero de la compañía Krupp, un fabricante de armas. En 1893 viajó a Kabul y se reunió en privado con el rey Abdur Rahman Khan. Bajo sus órdenes amplió las compañías armamentistas Maschin Khana (Casa de máquinas) y Tupkhana (casa de cañón). No está seguro si el gobierno en la India británica sabía de este viaje. Más tarde, en 1904, los ingenieros de Krupp fueron misteriosamente asesinados.

El primer alemán conocido en Kabul fue Gottlieb Fleischer, un empleado de Krupp Stellworks de Essen, Alemania, contratado por Amir Abdul Rahman en 1898 para comenzar la fabricación de municiones y armas en la fábrica recién construida (mashin Khana) en Kabul. Fue asesinado en noviembre de 1904 cerca de la frontera mientras viajaba a la India.
Adamec

### Comienzo y desarrollo de la relación

#### Tratado de comercio y amistad de 1916
Las relaciones entre Alemania y Afganistán comenzaron antes de la Primera Guerra Mundial. Las relaciones entre estos dos países han sido históricamente amigables. La segunda reunión germano-afgana entre Habibulá Khan y una delegación alemana de 23 miembros tuvo lugar en 1915. Las principales intenciones de esta delegación fueron debilitar la influencia británica en Afganistán como parte de la expedición Niedermayer-Hentig. Sin embargo, durante esta expedición en 1916 se produjo un acuerdo amistoso de comercio. Según el Tratado de 24 de enero de 1916, la delegación alemana prometió al Gobierno de Afganistán 100000 rifles y 300 cañones.
Un acuerdo de amistad se hizo el 3 de marzo de 1926. Con el reconocimiento de los embajadores en ambos países. En 1926 se ratificó el anterior acuerdo de amistad y comercio del 24 de enero de 1916.

#### Relaciones diplomáticas y acreditación de cónsul
La primera delegación afgana viajó en 1922 a Alemania, específicamente a Berlín para conversaciones sobre diplomacia, comercio y relaciones culturales. En respuesta, Alemania envió al Dr. Fritz Grobba a Afganistán en 1932. Durante el primer año trabajó como Cónsul en Kabul, actuando como la embajada de facto de Alemania, hasta 1926. La "Embajada" titulada como Representación Diplomática y la residencia del ministro Plenipotenciario se ubicó en Kabul cerca de los Jardines de Babur.
Afganistán estableció estrechos vínculos con Alemania en 1935, buscando una alternativa a su posición histórica como territorio disputado entre Rusia y Gran Bretaña. Afganistán resistió las llamadas de Moscú y Londres para expulsar al cuerpo diplomático italiano y alemán durante la mayor parte de la Segunda Guerra Mundial. Al final de la Segunda Guerra Mundial, los militares alemanes donaron su arsenal restante a Afganistán como muestra de buena fe por su postura neutral durante la guerra.

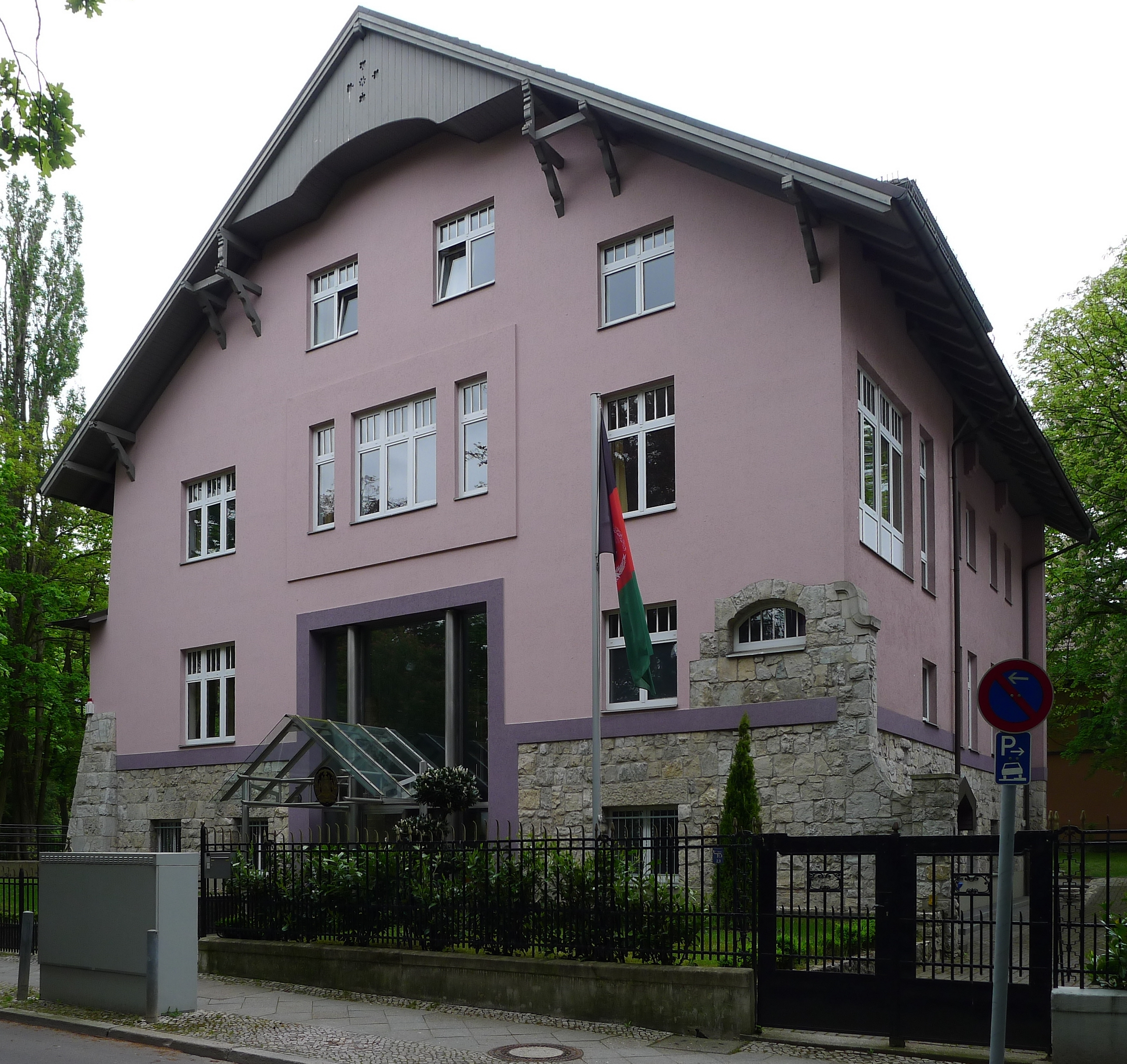
Embajada afgana en Berlín, Alemania.

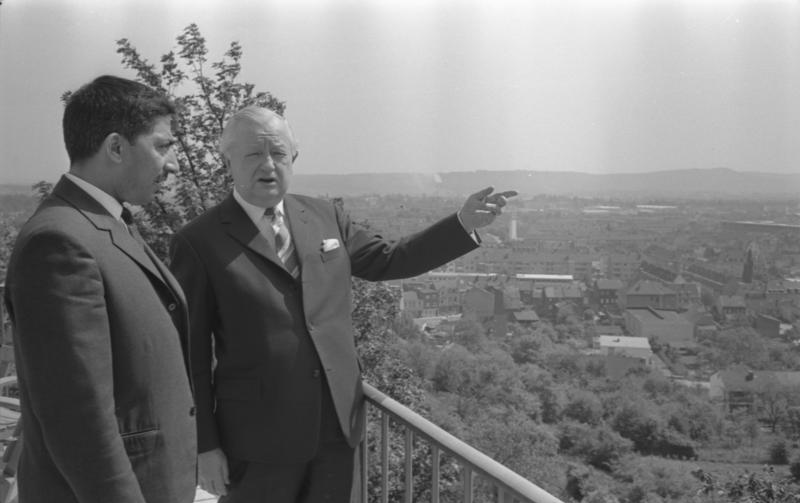
El ex secretario de Estado alemán Arthur Bülow recibe al entonces Secretario de Estado afgano.

#### 1930 y período de guerra
Afganistán estableció estrechos vínculos con Alemania, ahora bajo Adolf Hitler, en 1935, formando importantes conexiones económicas y técnicas, y buscando una alternativa a su posición histórica como territorio disputado entre la URSS y Gran Bretaña. Alemania aumentó las transacciones comerciales en Afganistán durante este período, con un servicio aéreo semanal de Berlín-Kabul establecido, y la Organización Todt supervisó los principales proyectos de infraestructura en el país.
Afganistán resistió los llamados de Moscú y Londres para expulsar al cuerpo diplomático italiano y alemán al comienzo de la Segunda Guerra Mundial. Durante 1940 y 1941, el ministro de economía afgano, Abdul Majid Zabuli, inició planes para que Afganistán se uniera al bloque del Eje a cambio de que Alemania proporcionara ayuda militar adicional y acceso al puerto de Karachi tomando tierra de la India británica. Además, Zabuli habló de «liberar» a la fuerte población étnica afgana de 15 millones al otro lado de la frontera. Sin embargo, después del cambio de lealtad de la Unión Soviética al Reino Unido y su invasión conjunta de Irán, Afganistán fue repentinamente rodeado por las fuerzas aliadas. Finalmente, en octubre de 1941 aceptó su demanda de expulsar a italianos y alemanes, aunque quedaba un pequeño personal diplomático. Afganistán estaba justo en la línea de demarcación entre la división propuesta de Asia entre Alemania y Japón. Al final de la Segunda Guerra Mundial, el ejército alemán donó su arsenal restante a Afganistán como un signo de buena fe por su postura neutral durante la guerra.

#### Posguerra
Afganistán se convirtió en uno de los primeros países en reconocer a la República Federal de Alemania como el sucesor del Tercer Reich. La cooperación anterior a la guerra se revivió en 1950 (con Alemania Occidental), aunque las relaciones oficiales plenas no comenzaron a reanudarse hasta diciembre de 1954. Ghulam Mohammad Farhad, quien se desempeñó como alcalde de Kabul desde 1948, contrató y trajo ingenieros y productos de Alemania Occidental para Kabul Electric Company. La oficina cultural afgana se abrió en Múnich en 1952. El 31 de enero de 1958 se firmó un acuerdo de cooperación económica y técnica entre la República Federal y el Reino. Las relaciones se congelaron temporalmente después del golpe republicano en Afganistán, pero se restablecieron en 1976.
Después de la guerra soviético-afgana, los soldados alemanes occidentales estacionados en Afganistán abandonaron el país. Personal y asesores calificados de Alemania Occidental abandonaron el país en 1980, seguidos por personal docente en 1984. Mientras tanto, Alemania Oriental apoyó el papel soviético en el país y ayudó al gobierno afgano. Afganistán y Alemania del Este no tenían muchos vínculos desde que este último fue reconocido en 1973, pero todo esto cambió durante el régimen comunista afgano. Se hicieron acuerdos culturales y económicos, y las agencias de medios de ambos países cooperaron. La base se formó luego de una visita del líder afgano, Babrak Karmal, a Alemania Oriental, luego de lo cual se firmó un Tratado de Amistad y Cooperación el 21 de mayo de 1982. Su cooperación se enfocó especialmente en el sector educativo.
En 1985, las donaciones totales de solidaridad de Alemania Oriental a los afganos superaron los 200 millones de marcos, la mayoría de los cuales provenían de la Federación de Sindicatos Libres de Alemania.

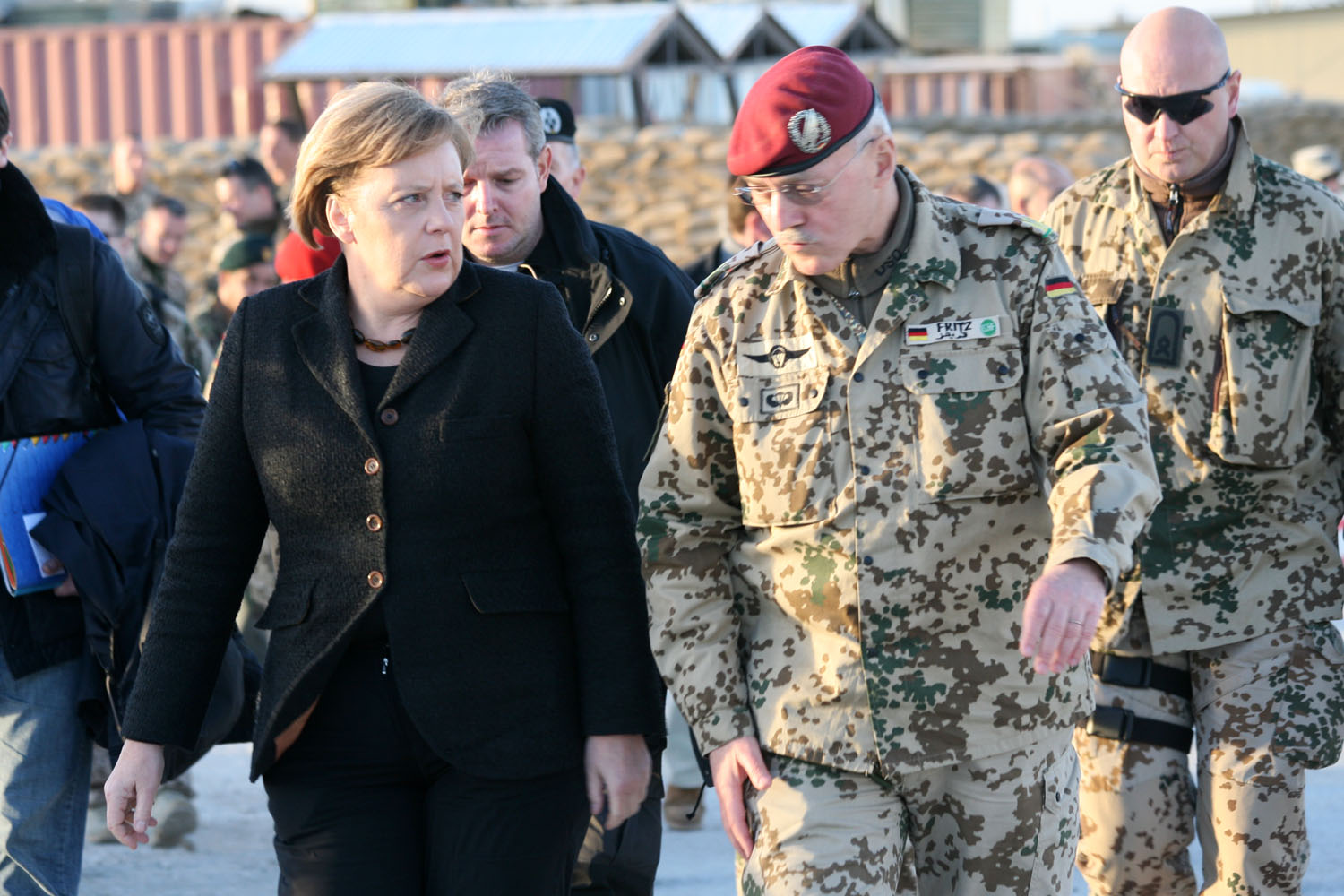
La ex canciller Angela Merkel y el teniente general Hans-Werner Fritz en Afganistán

#### Después de la reunificación alemana
Las Fuerzas Armadas alemanas formaron parte de la misión de la ISAF en Afganistán desde diciembre de 2001. Alemania fue sede de la Conferencia de Bonn, que eligió a Hamid Karzai como el líder interino de Afganistán en 2001. Actualmente Alemania está comprometida en una misión de seguridad con sus esfuerzos militares y de reconstrucción en el área norte de Afganistán, y ha sido uno de los principales donantes de Afganistán. Con motivo de la celebración del centenario de la amistad afgano-alemana en Kabul en 2015, el canciller alemán Frank-Walter Steinmeier enfatizó en su discurso: «(...) estamos aquí entre amigos». En ese momento, más personas de origen afgano viven en Alemania que en cualquier otro país europeo. Ningún otro país ha proporcionado Alemania tanta ayuda al desarrollo como Afganistán. Además, hasta 1978, al menos un ministro estuvo representado en cada gobierno afgano, estudiando en la Nejat-Oberrealschule en Kabul, donde Alemania estaba construyendo, o estudiando.

## Libros
- Narain, Yogendra. (2008). Saga of civil services. Manas Publications. ISBN 9788170493112. OCLC 222251860. Consultado el 10 de agosto de 2019.
- Adamec, Ludwig W. (1974). Afghanistan's foreign affairs to the mid-twentieth century: relations with the USSR, Germany, and Britain (en inglés). University of Arizona Press. ISBN 0816503885. OCLC 2002791. Consultado el 10 de agosto de 2019.
- Baraki, Matin (1996). Die Beziehungen zwischen Afghanistan und der Bundesrepublik Deutschland 1945-1978 : dargestellt anhand der wichtigsten entwicklungspolitischen Projekte der Bundesrepublik in Afghanistan (en alemán). Fráncfort del Meno: Lang. ISBN 3631481799. OCLC 36423595. Consultado el 10 de agosto de 2019.